# Realogy
 (janvier 2024).
Si vous disposez d'ouvrages ou d'articles de référence ou si vous connaissez des sites web de qualité traitant du thème abordé ici, merci de compléter l'article en donnant les références utiles à sa vérifiabilité et en les liant à la section « Notes et références ».
Anywhere Holdings Corp., anciennement Realogy, est un groupe américain côté au NASDAQ, à la bourse de New York (NYSE), spécialisé dans l'immobilier. Le groupe détient plusieurs marques d'immobilier commercial et résidentiel, présent dans 113 pays.

## Histoire
En 2005, Cendant sépare toutes ses activités, à l'exception de ses enseignes de location de voitures. Le groupe Realogy est alors créé pour regrouper les marques d'immobilier commercial et résidentiel. En 2006, Realogy a été vendu pour $6,65 milliards par Apollo Management, un groupe de private equity. 
En 2012, Realogy entre en bourse à New York (NYSE). 40 millions d'actions sont vendues à $27, levant ainsi $1,08 milliard. 
En 2013, le groupe Realogy installe son siège social à Madison, New Jersey.
En 2022, Realogy annonce son changement de nom pour Anywhere. 

## Marques
- Century 21
- Coldwell Banker[8]
- ERA Real Estate
- Sotheby's International Realty
- Corcoran Group
- Citi-Habitats
- Better Homes & Gardens Realty